# Divalinga weberi
Divalinga weberi is een tweekleppigensoort uit de familie van de Lucinidae. De wetenschappelijke naam van de soort is voor het eerst geldig gepubliceerd in 1958 door Olsson & McGinty.